# Cuasso al Monte
Cuasso al Monte (Coàss in dialetto varesotto) è un comune italiano di 3 526 abitanti della provincia di Varese in Lombardia.

## Geografia fisica
Il comune occupa l'intero versante orientale del monte Piambello, estendendosi dalla piana alluvionale del lago Ceresio ai suoi piedi (ove è la frazione di Cuasso al Piano) fino alla sua vetta. Ha una superficie di circa 16,43 km², che lo rende il 15° comune della provincia di Varese per estensione.
Una sottile striscia di terra suddivisa tra Brusimpiano e Porto Ceresio, percorsa dalla SP29, lo separa dal lago di Lugano.

### Orografia
Il territorio comunale è racchiuso, sui lati nord, nord-ovest, ovest e sud-ovest, nella riserva delle Cinque Vette (un PLIS, parco locale ad interesse sovraccomunale), costituita da altrettante montagne quali il monte Piambello (il più elevato ed al confine con Marzio), il monte Poncione (al confine con Valganna), il monte Val de' Corni (al confine con Valganna), il Sass Marsc o monte Marzio (al confine con Marzio) ed il monte Derta (al confine con Brusimpiano).
L'altitudine è ricompresa fra i 274 ed i 1129 metri s.l.m., con un'escursione altimetrica complessiva di 855 metri.

### Idrografia
Il territorio comunale rientra nel bacino idrografico principale del Lago Maggiore e del bacino secondario del Lago di Lugano.
I corsi d'acqua che insistono su Cuasso al Monte sono:
- il torrente Valle Cavallizza, che scende dal versante orientale del monte Piambello e del Poncione di Ganna, defluendo poi verso est e confluendo nel torrente Valle Brivio. Dopo la confluenza il nome cambia in torrente Bolletta o San Pietro. Si getta poi nel Lago di Lugano. Ha i seguenti affluenti: Cavallizza, valle della Marenna, Valle Cantivada, Valle Fanchetto, Valletta del Fo, Vallaccio del Fo, Valle Bossero-Spino, Valle Vampira, Valle Tassera, Valle San Giovanni, Valle Molino.
- il torrente Valle Murante, di modeste dimensioni, che ha i seguenti affluenti: Valle Froda, Valle Pasquè, Valle Cantivada, Torrente Valle Gerosa e un rigagnolo dalla piana di Cavagnano.
- il torrente Valle Borsago, che si compone di due affluenti: il torrente Valle Valletta e l'altro privo di nome.

### Clima
Il clima del comune di Cuasso al Monte è quello tipico delle Prealpi lombarde, con inverni secchi, primavere e autunni molto piovosi e estati miti. Frequenti sono le nevicate in dicembre e gennaio, mentre febbraio è più spesso ventoso. La zona di Cuasso al Monte è una delle aree con precipitazioni più elevate della Regione Lombardia, con 99 giorni medi di pioggia per anno.

## Origini del nome
Il nome del paese potrebbe derivare, secondo alcune ipotesi, da Locus Cuvaxi ("luogo del covo"), attestato nel XIII secolo. A sua volta, Cuvaxi - e quindi Cuasso - deriverebbe dalla crasi tra il termine latino covum (forma effettivamente in uso per designare il "covo", inteso come rifugio) e il germanico latinizzato Sachsum-i. Quest'ultimo, evoluzione tardiva del classico Saxo-onis ("sassone" o "uomo di spada"), si basa su una forma radicale germanica (Sachs-i), attestata nell’alto tedesco antico. In questa prospettiva, il toponimo "base" sarebbe pertanto Locus Covi Sachsi ("luogo del covo della spada/dei Sassoni"), con una sineddoche che potrebbe riferirsi a una struttura militare, come ad esempio un castello.

## Storia
In occasione della visita pastorale dell'arcivescovo di Milano Carlo Borromeo, nel 1574, vennero censiti 30 focolari familiari e 167 abitanti in Cuasso al Monte e 33 focolari familiari per 176 abitanti in Cuasso al Piano. Circa un secolo dopo, nel 1687, in occasione della visita di Federico Visconti, i valori erano cresciuti rispettivamente a 622 e 416. Al 1751 le due località erano amministrativamente autonome ed il territorio era infeudato al conte Giulio Visconti Borromeo Arese. Il paese era governato da un podestà, risiedente nella capo-pieve Arcisate, e da un sindaco/cancelliere che abitava nel paese.
In base all'editto del 10 giugno 1757 le due località vennero unificate nel comune denominato Cuasso al Monte e al Piano. Sotto lo stesso nome entrò a far parte della provincia austriaca di Gallarate, poi Varese, il 26 settembre 1786, per poi passare alla provincia di Milano nel 1791. Il comune aveva la particolarità di essere governato da tre sindaci, eletti per acclamazione nelle pubbliche piazze ogni 3 anni; essi erano responsabili dell'amministrazione, della polizia e e della giustizia.
Al 1805 il comune contava 1219 abitanti.
Nel 1807 avvenne l'aggregazione con il comune di Porto, portando alla creazione del comune di Cuasso; nel giro di pochi anni i due enti vennero tuttavia scissi.
Inserito nel distretto XIX di Arcisate dal 12 febbraio 1816, il comune fu denominato Cuasso al Monte il 19 marzo 1821, allorché con dispaccio governativo numero 5628/702 venne eletto il primo consiglio comunale.
Al 23 giugno 1853 gli abitanti di Cuasso al Monte erano 1499.
A seguito del passaggio della Lombardia sotto il Regno di Sardegna, il comune, che contava 1641 abitanti ed era retto da un consiglio con 15 consiglieri e 2 membri di giunta, fu ammesso nel II mandamento di Arcisate, Circondario II di Varese, in Provincia di Como.
All'Unità d'Italia gli abitanti erano circa 1528; circa un secolo dopo, nel 1971, erano diventati 2378.
Il 5 marzo 1985, con delibera comunale, il rione San Pietro fu distaccato da Cuasso e aggregato al comune di Porto Ceresio.

### Simboli
Lo stemma e il gonfalone sono stati adottati con delibera del consiglio comunale n. 95 del 7 giugno 1990 e concessi con decreto del presidente della Repubblica del 20 ottobre 1990.
Il gonfalone è un drappo rettangolare di rosso.

## Monumenti e luoghi d'interesse

### Architetture religiose

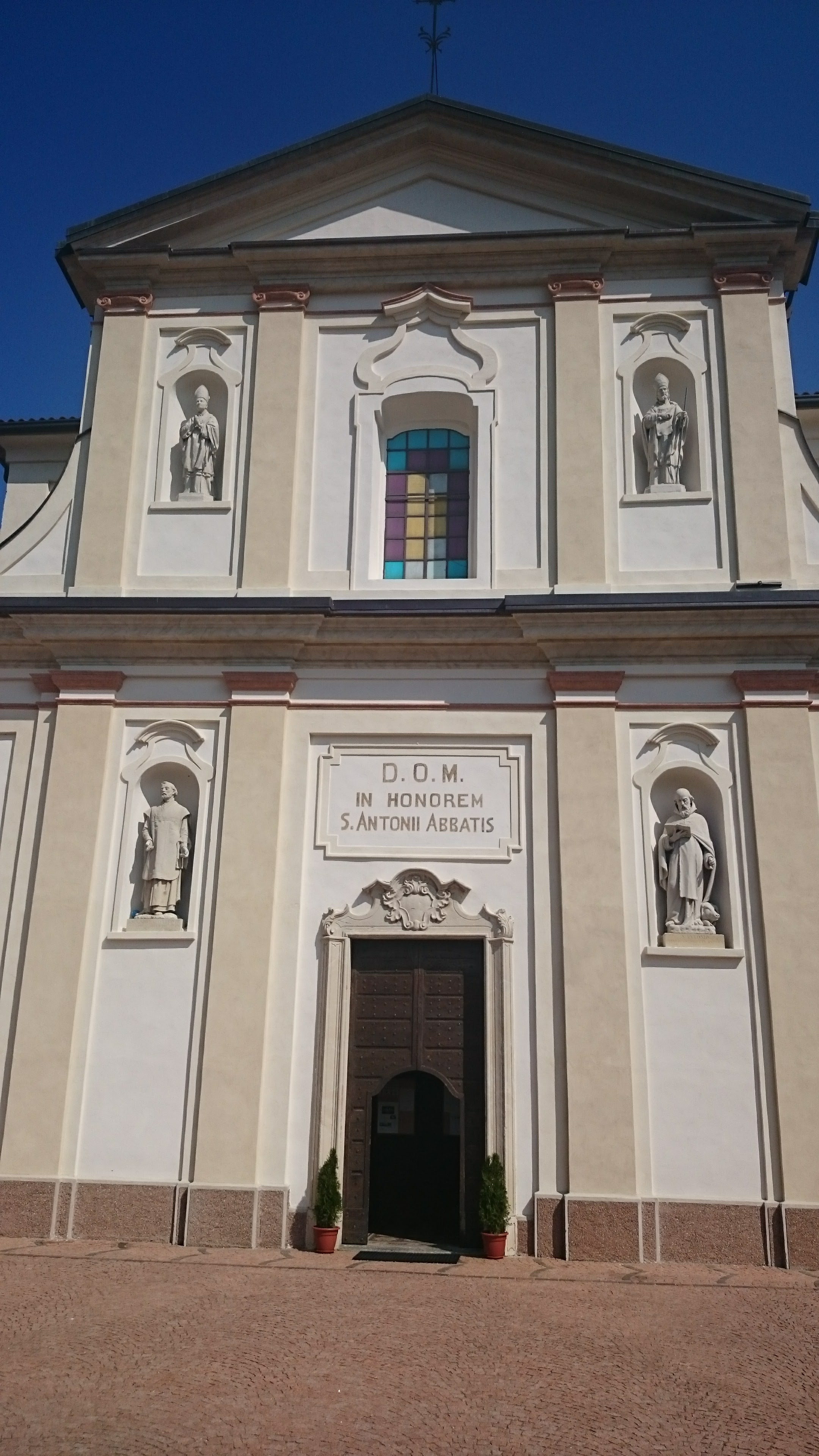
La chiesa di Sant'Antonio Abate

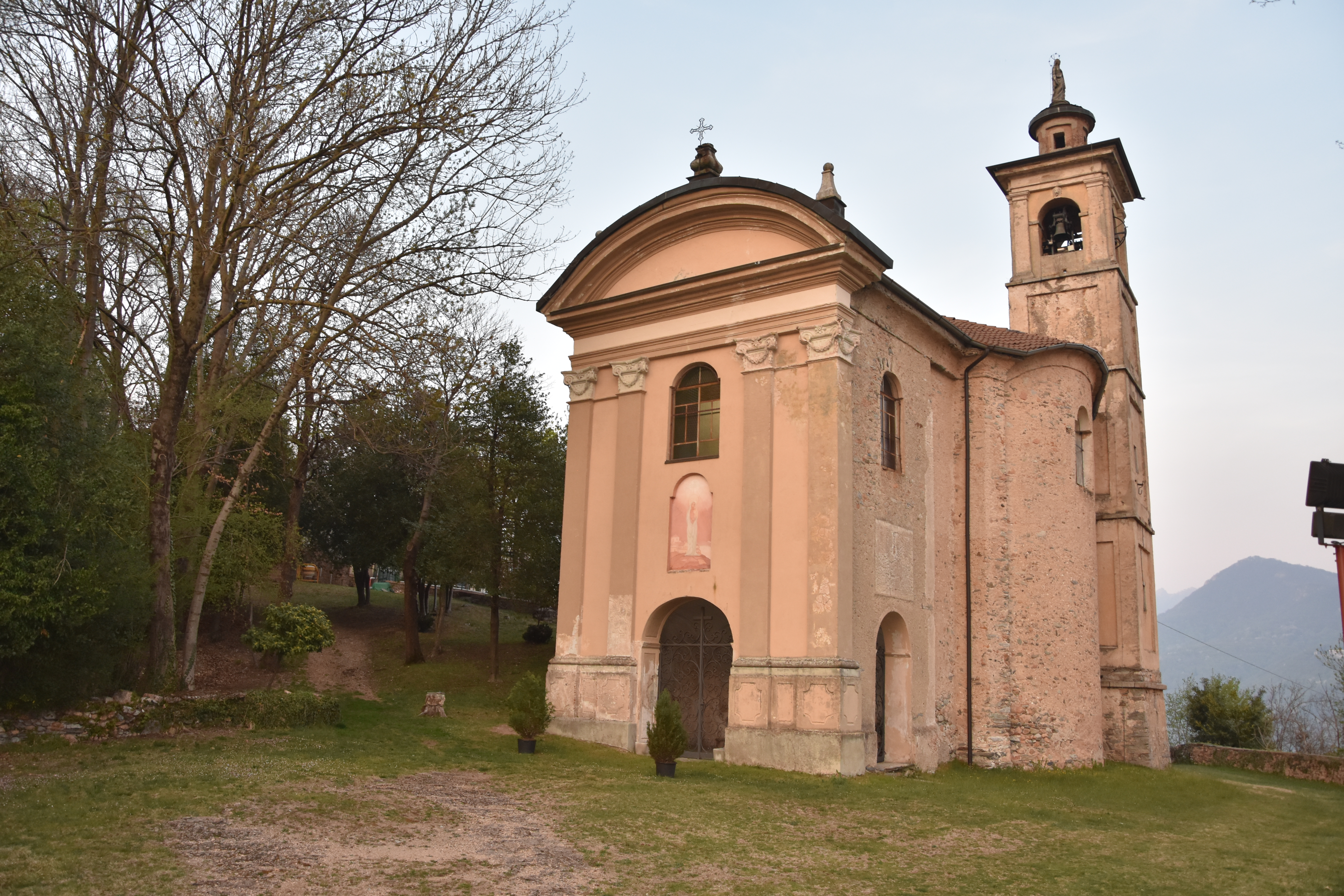
La chiesa dell'Immacolata

Il convento di Sant'Angelo in località Deserto fu fondato nel 1635 dai Carmelitani Scalzi; soppresso nel 1798 dalla Repubblica Cisalpina, l'edificio passò alla famiglia nobile dei Dandolo, che la riqualificò a villa del conte Vincenzo Dandolo, nella quale si ritrovarono importanti figure italiane come Grossi, Mazzini e Garibaldi. In seguito alla morte del conte Tullio Dandolo, la struttura venne acquistata da padre Gerardo Beccaro dei Carmelitani Scalzi, che nel 1906 vi aprì una colonia agricola e centro d'istruzione per bambini orfani. Tra il 1916 ed il 1917 venne occupata dal Regio Esercito, per poi essere infine acquistata dalla Croce Rossa di Milano, che qui vi realizzò il primo padiglione dell'ospedale di Cuasso al Monte.
La chiesa di Sant'Ambrogio, costruita nel 1578, è la parrocchiale della località di Cuasso al Monte. Conserva un gruppo statuario ligneo rappresentante la Madonna di Caravaggio e affreschi del pittore e professore Luigi Morgari.
La chiesa di Sant'Antonio Abate, eretta nel 1745, è la parrocchiale di Cuasso al Piano.
La chiesa dei Santi Giuseppe e Anna è la parrocchiale della frazione di Cavagnano.
All'interno del comprensorio del nosocomio sorge la chiesa dell'Immacolata, costruita nel 1962 su committenza della Croce Rossa. A seguito della chiusura dell'ospedale, ne ha condiviso il destino di abbandono e degrado.
La chiesa della Beata Vergine Immacolata, sopra a un poggio, a metà strada tra Borgnana e Cuasso al Monte, citata in documenti del 1700 con il nome di oratorio della Madonna dell'Oro o "dei pumitt", conserva all'interno l'effigie della Madonna dei Pumitt.
L'oratorio di Santa Maria dei Campi, altrimenti detto dell'Assunta, comunemente conosciuto come chiesa di Madonna in Campagna, a Cuasso al Piano, probabilmente edificato su una preesistente zona di culto romana campestre e riedificata tra il 1675 e il 1691, mantiene al suo interno un affresco proveniente dalla prima costruzione, la Madonna col Bambino.
La chiesa di San Salvatore, nell'omonima località, è una costruzione in stile barocco.
La chiesa di San Giacomo è uno dei più antichi edifici di culto della Valceresio. Risale al Medioevo: il Beato Manfredo Settala vi celebrò l'ultima funzione prima di ritirarsi sul Monte San Giorgio. Fu la parrocchiale di Cuasso al Piano fino a che non venne sostituita dalla più grande chiesa di Sant'Antonio Abate.
A Cuasso al Monte, a fianco a Palazzo Sabajno, sorge la piccola chiesa di San Carlo Borromeo, altrimenti conosciuta come chiesa della Sacra Famiglia, la cui costruzione fu ordinata dallo stesso San Carlo.
Sopra Cavagnano rimane la chiesa di San Michele, poco frequentata a causa dell'isolamento. Di piccole dimensioni, tanto da essere comunemente considerata una semplice cappella, si ritiene che intorno a essa ci fosse anticamente un cimitero.
Nel territorio comunale vi sono poi innumerevoli edicole e cappelle; alcuni esempi sono la cappella di Santa Rita all'Alpe Tedesco, le edicole della Beata Vergine di Caravaggio a Borgnana e Zotte San Salvatore, più un'ulteriore cappella a Borgnana.

#### Chiese scomparse
Ricomprese nelle mura del castello vi erano due chiese: ad ovest si trovava la chiesa di San Dionigi, con abside circolare e campanile, parrocchiale del villaggio medievale, e ad est la chiesa di Sant'Ambrogio. La prima compare inizialmente nel Liber Sanctorum di Goffredo da Bussero come "In cuuaxi Ecclesia Sancti Dionixi" ed ha orientamento absidale verso est, come era consuetudine nelle chiese antiche. Vengono visitate dell'arciprete di Monza nel 1567, che nel resoconto le indicherà poi come "Cappella sub titolo S.ti Ambrosij sita in castro" e "Cappella proxima sita in dicto castro sub titolo S.ti Dionisij". La chiesa di San Dionigi, alla visita dell'arcivescovo Carlo Borromeo del 1574, che la annota come "Giesia S.ti Dionisij loci castelli super collem", era consacrata e arredata (le mancava però il pavimento ed era piuttosto rustica, addirittura indecorosa) ed era circondata da un cimitero, mentre quella di Sant'Ambrogio non lo era e giaceva in stato di semi abbandono. In seguito alla sua visita, l'arcivescovo la sconsacra e ordina la demolizione di entrambe; comanda, inoltre, che il materiale ricavato venga riutilizzato per costruire la chiesa parrocchiale di Sant'Ambrogio in Cuasso al Monte. Attualmente di entrambe rimangono solo dei ruderi: quella più riconoscibile rimane la chiesa di San Dionigi, di cui sono ancora visibili l'abside ed il campanile.
La chiesa dei Santi Giuseppe e Anna in Cavagnano è collocata sul sito di un antico oratorio con campanile dedicato a San Giuseppe, costruito nel 1670 e demolito nel 1887 per far spazio alla nuova parrocchiale.
Sul colle di Borgnana la chiesa dell'Immacolata fu costruita ove vi era un preesistente luogo di culto.
Nei boschi della Valle Stivione sono stati individuati i ruderi della chiesa della Madonna "del Lott", altrimenti conosciuta come chiesa di San Firmino, la cui costruzione è datata tra il XVI e il XVII secolo.
La chiesa di San Rocco, attestata per la prima volta il 25 agosto 1574 nel resoconto della visita dell'arcivescovo di Milano Carlo Borromeo (che ordinò di eseguirvi dei lavori di ristrutturazione), si trovava in zona Cuasso al Monte, ma l'esatta posizione è divenuta ignota a seguito della sua probabile distruzione.
A Cavagnano si trovavano la cappella di Santa Maria (perduta) ed il "Cambitum del Campaniscee", di cui sopravvivono i ruderi.
Nel rione San Pietro, ceduto al comune di Porto Ceresio nel 1985, vi era la chiesa di San Pietro, citata in alcune visite pastorali. Fu retta dal 1180 fino al suo ritiro a vita ascetica dal Beato Manfredo Settala. Venne distrutta dalla piena del Lago di Lugano e dalle acque del fiume Bolletta il 20 maggio 1528. Ne vennero sconsacrati i ruderi, e lo stabile fu riattato ad abitazione: una parete reca una lastra di marmo, collocata nel 1926, con alcune incisioni che ne raccontano la storia.
Nella località di Cuasso al Monte vi era la chiesa di San Bartolomeo, la cui posizione è ora sconosciuta.
Presso il convento di Sant'Angelo vi era inoltre la cappella di Santa Teresa al Deserto, che risulta ora un rudere.

### Architetture civili

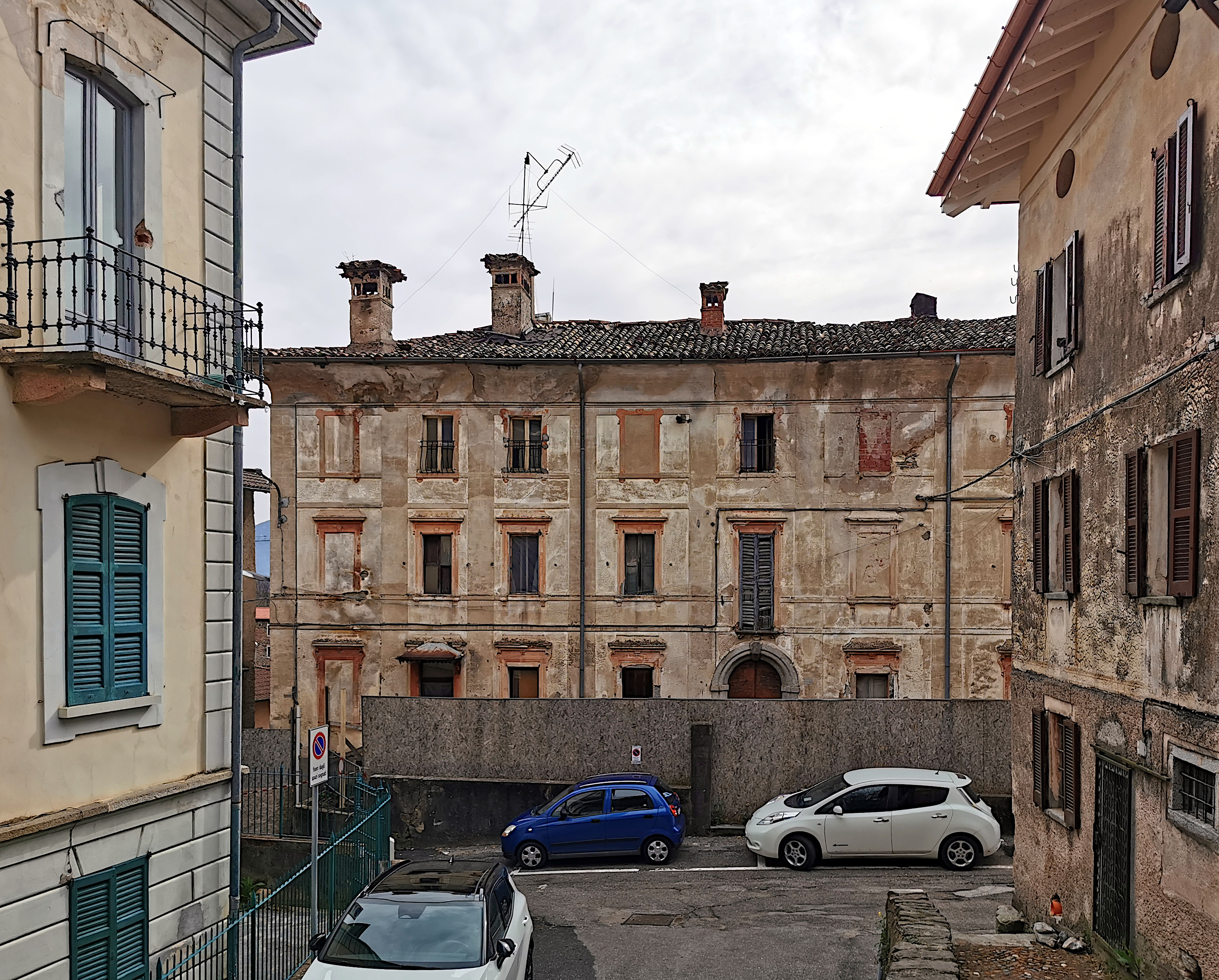
Palazzo Sabajno

#### Palazzo Sabajno
Nella frazione di Cuasso al Monte, nel centro storico del paese, sorge il palazzo Sabajno, residenza signorile vacanziera dell'omonima famiglia milanese. Costruito nel XVIII secolo, era in origine riccamente decorato: le facciate erano dipinte con metodo trompe-œil e all'interno celava arredi di lusso, camini e affreschi preziosi. Il sito si trova in uno stato di abbandono e degrado, con evidenti segni di crolli e sottrazioni di materiali. L'umidità ha causato il deterioramento di diversi affreschi, tra cui uno raffigurante una Madonna col Bambino.

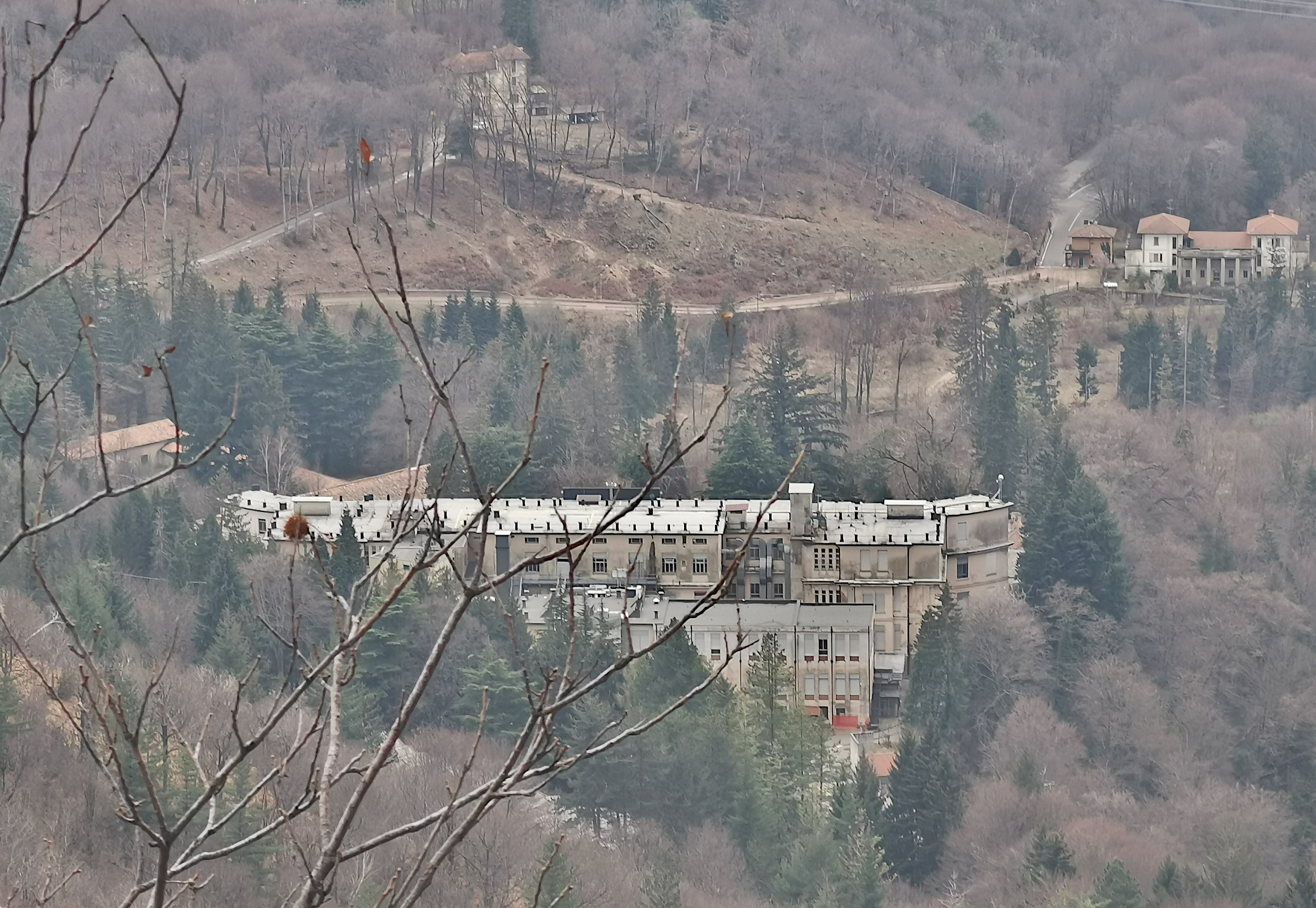
Vista dell'ospedale

#### Istituto climatico sanatoriale Emanuele Filiberto di Savoia Duca d'Aosta
Il nosocomio cuassese in località Deserto venne acquistato nel 1917 dalla Croce Rossa di Milano e iniziò a operare nel 1918 col nome di Sanatorio Duca d'Aosta: il primo padiglione fu lo stabile che anticamente ospitava il convento carmelitano. Convertito in ospedale e centro di ricerca, viene dedicato al trattamento di malattie polmonari e respiratorie come la tubercolosi. Ampliato nel 1920 e ancora nel 1964, arriva a contare tre padiglioni collegati da passaggi, per una capacità di oltre 400 posti letto. Progressivamente depotenziato (complice l'isolamento geografico), l'ospedale viene chiuso nel terzo millennio, fatta salva una riapertura parziale nel 2020 per far fronte alla pandemia di COVID-19 in Italia. Il complesso comprende anche la chiesa dell'Immacolata, costruita nel 1962. A seguito dell'abbandono, è stato frequentemente oggetto di intrusioni, furti e danneggiamenti.

### Architetture militari

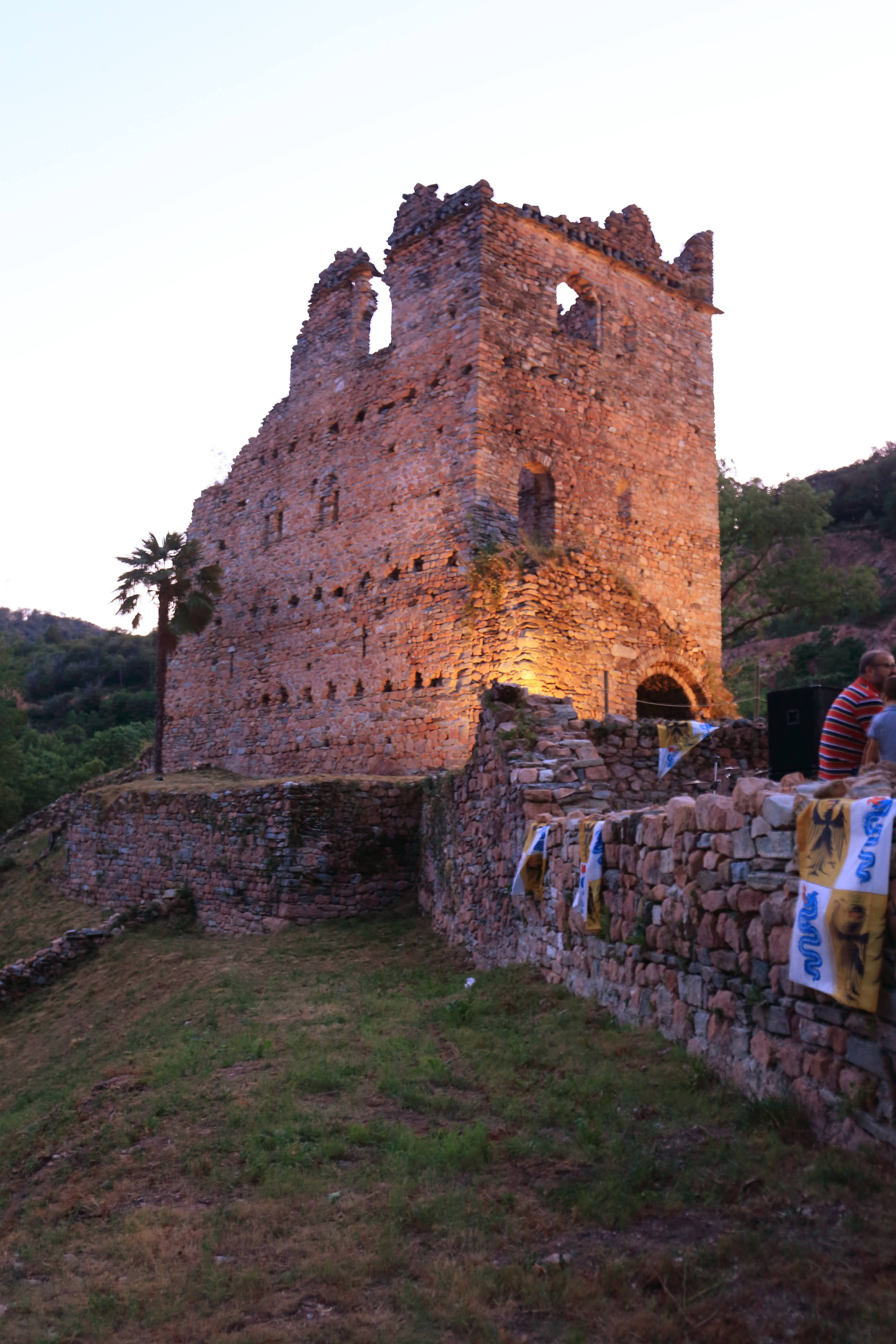
Il Castelasc

#### Castello di Cuasso
Il castello di Cuasso, detto localmente Castelasc (di cui sopravvivono dei ruderi), era una rocca facente parte del sistema di fortificazioni del Seprio. Eretto sulla cima di un colle tra Cuasso al Piano e Cuasso al Monte, era realizzato in porfido rosa. Alcune fonti mettono in relazione la complessa pianta del castello con quella del castello di Warkworth, sito nel Northumberland, in Inghilterra.

#### Trincee della Frontiera Nord
Il territorio boschivo di Cuasso è interessato da tratti di trincee, di installazioni militari e di fortificazioni della comunemente nota Linea Cadorna, propriamente conosciuta come sistema difensivo italiano sulla Frontiera Nord. Questi appartengono al terzo itinerario del sistema ed attraversano numerose località boschive cuassesi, partendo da Porto Ceresio e raggiungendo Borgnana, Cuasso al Monte, Bocchetta Stivione, Bocchetta dei Frati, Rocce Rosse, Sasso Paradiso, Alpe Croce, il Monte Derta e Punta Paradiso. Nel suo percorso vi sono numerosi chilometri di trincee, postazioni di mitragliatrici e di artiglieria, bunker. Parte del suo percorso fa parte della Linea della Pace, un museo a cielo aperto.

### Altro

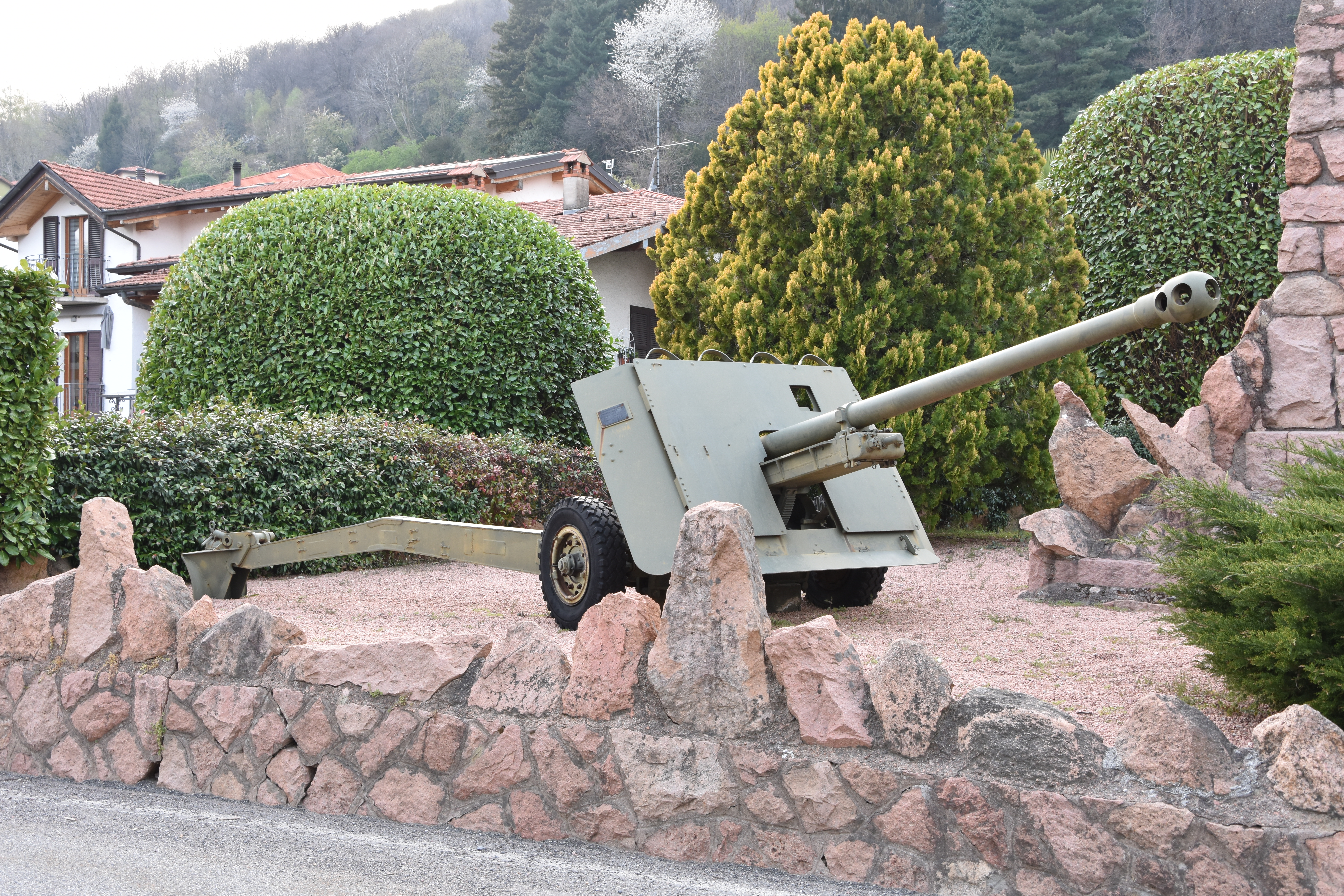
Particolare del Monumento ai Caduti di Cavagnano

Il comune conta un totale di tre monumenti commemorativi ai Caduti delle due guerre mondiali. Questi sono situati nelle tre maggiori frazioni di Cuasso al Monte, Cuasso al Piano e Cavagnano. Oltre al monumento, al di fuori del cimitero di quest'ultimo vi sono dodici cippi in porfido rosso posizionati nel 1920; undici di questi riportano i nomi degli altrettanti caduti cavagnanesi (indicati anche sul monumento), mentre il dodicesimo è dedicato ai militari della Croce Rossa deceduti in battaglia.

#### Monumento ai Caduti di Cuasso al Piano
Il monumento ai Caduti nella frazione di Cuasso al Piano fu inaugurato il 24 agosto 1919 in piazza Pedoja. Raccoglie i nomi dei caduti della prima e di quelli della seconda guerra mondiale (in quest'ultimo caso vi sono i nomi sia di militari, sia anche di combattenti della Repubblica Sociale Italiana).

### Aree naturali
In località Cavagnano si trova un'antica torbiera paludosa, qualificata come zona naturale protetta, circondata da boschi, sentieri ciclabili e percorsi pedonali. L'area gode del titolo di SIC, sito di interesse comunitario.

## Società

### Evoluzione demografica
- 343 nel 1574
- 1040 nel 1687
- 1067 nel 1751
- 1219 nel 1805
- 1499 nel 1853

Abitanti censiti

### Etnie e minoranze straniere
I cittadini stranieri sono all'incirca 151, il 4,2% della popolazione totale del comune. Provengono maggiormente da Stati europei ed in minor numero da nazioni africane ed americane.

## Cultura

### Istruzione

#### Biblioteche
A Cuasso al Piano, nel plesso della scuola secondaria di primo grado, ha sede la biblioteca comunale, che consta di oltre 10.000 volumi e custodisce il fondo archivistico donato dalla famiglia Grignaschi, fonte di varie notizie sulla storia locale. Presso la biblioteca opera il circolo storico.

#### Scuole
Nel territorio comunale hanno sede varie istituzioni scolastiche pubbliche e private: asili nido, scuole dell'infanzia, scuola primaria e scuola secondaria di primo grado, queste ultime due afferenti a un istituto comprensivo con sede a Bisuschio.

#### Musei
Il comune ospita il museo a cielo aperto "Linea della Pace", un itinerario che percorre i locali tratti di trincee e di fortificazioni della Frontiera Nord. È un percorso di circa 6,5 chilometri aperto ad ottobre 2022 che, partendo dal municipio, ripercorre i sentieri fortificati della Linea Cadorna scavati nei boschi cuassesi, restaurati.

### Musica
A Cavagnano ha sede il corpo bandistico San Giuseppe, nato nel 1903 e che ha progressivamente inglobato anche le preesistenti bande/filarmoniche di Cuasso al Piano e Cuasso al Monte.

## Geografia antropica
Il territorio del comune di Cuasso al Monte è costituito dalle frazioni di Cuasso al Piano, Borgnana, Cuasso al Monte (sede comunale) e Cavagnano e dai nuclei abitati di Zotte San Salvatore, Cuasso al Lago, Alpe Tedesco e Imborgnana.

### Frazioni

#### Cuasso al Monte
La località di Cuasso al Monte è costituita in gran parte dal suo centro storico, nel quale sorgono la chiesa parrocchiale di Sant'Ambrogio, la cappella funeraria del Padre Giovanni Damasceno, Palazzo Sabajno con la relativa chiesa della Santa Famiglia, il cimitero della frazione ed il palazzo comunale. Ospita all'incirca 500 abitanti; il suo patrono è Sant'Ambrogio.

#### Cuasso al Piano
Cuasso al Piano è la frazione più estesa e popolosa del comune, con circa 1700 abitanti. Il suo centro storico è caratterizzato dalla distinzione tra la parte alta, le Case di Sopra (Ca' dan Zura), e la parte bassa, le Case di Sotto (Ca' dan Zott). In questa frazione sorgono la chiesa parrocchiale di Sant'Antonio Abate, l'antica chiesa di San Giacomo e l'oratorio di Santa Maria nei campi, comunemente conosciuto come chiesa di Madonna in Campagna. Il suo patrono è Sant'Antonio Abate.

#### Cavagnano

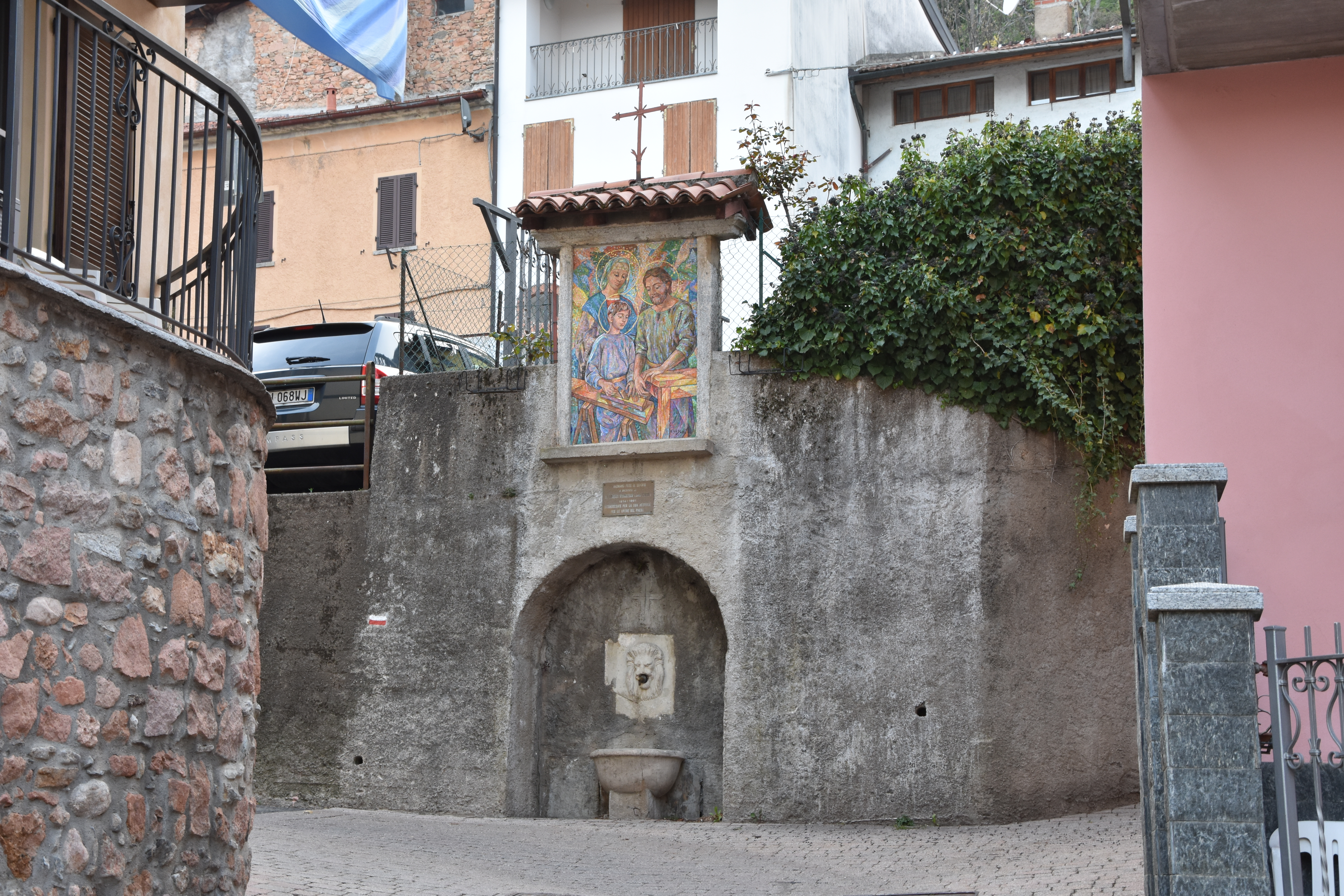
Scorcio di Cavagnano

Cavagnano ospita all'incirca 600 persone ed è la seconda frazione in termini di popolazione. Il centro storico comprende la chiesa parrocchiale dei Santi Giuseppe e Anna, patroni del paese. A dispetto del dislivello del terreno, l'espansione del conglomerato è avanzata per decenni con costanza. Nella frazione insiste un'antica torbiera e delle cave. Da Cavagnano parte uno dei sentieri che conduce alla cascate del fiume Cavallizza ed alle omonime miniere, chiuse ed abbandonate. Vi è inoltre la chiesa di San Michele. Il suo patrono è San Giuseppe; co-titolare è Sant'Anna,

#### Borgnana

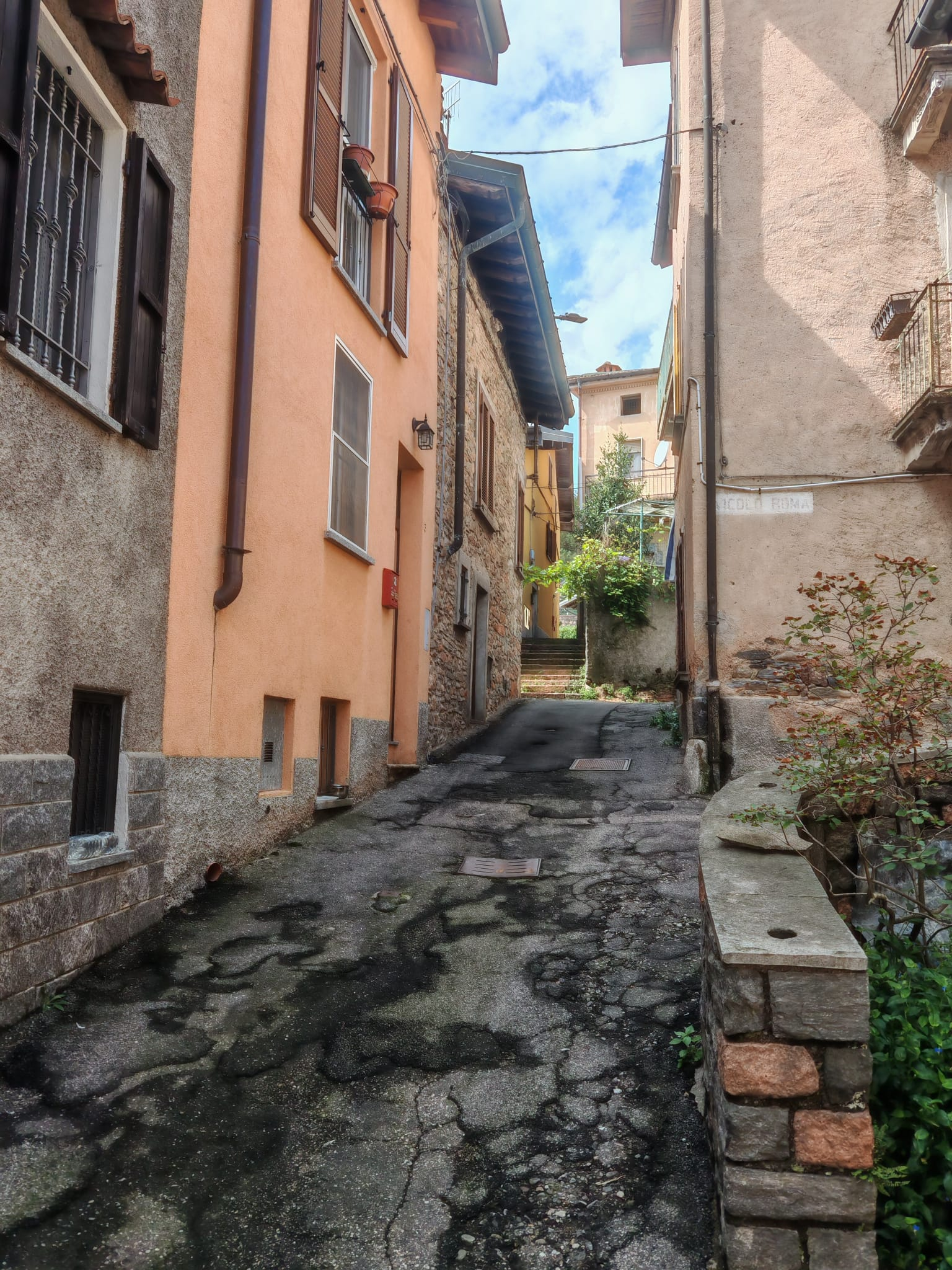
Vicolo di Borgnana

Borgnana si connota per il suo centro storico, dall'intricato reticolo di strette vie ed edifici risalenti anche al Medioevo, come desumibile dal loro basamento costruito "a spiga di grano". Vi abitano circa 300 persone. Tra i monumenti si annoverano una cappelletta dedicata alla Madonna, un'edicola dedicata alla Beata Vergine di Caravaggio (costruita in occasione del centenario dell'omonima celebrazione del paese) e la chiesa dell'Immacolata (anche nota come Madonna dell'Oro o "dei pumitt", nome folkloristico degli abitanti locali).

### Altre sottodivisioni

#### Zotte San Salvatore
Sovrasta Cuasso al Piano e ospita circa 120 abitanti. Nel punto più a sud vi sorge la chiesa di San Salvatore, piccolo edificio in stile barocco, che domina la Valceresio.

#### Imborgnana

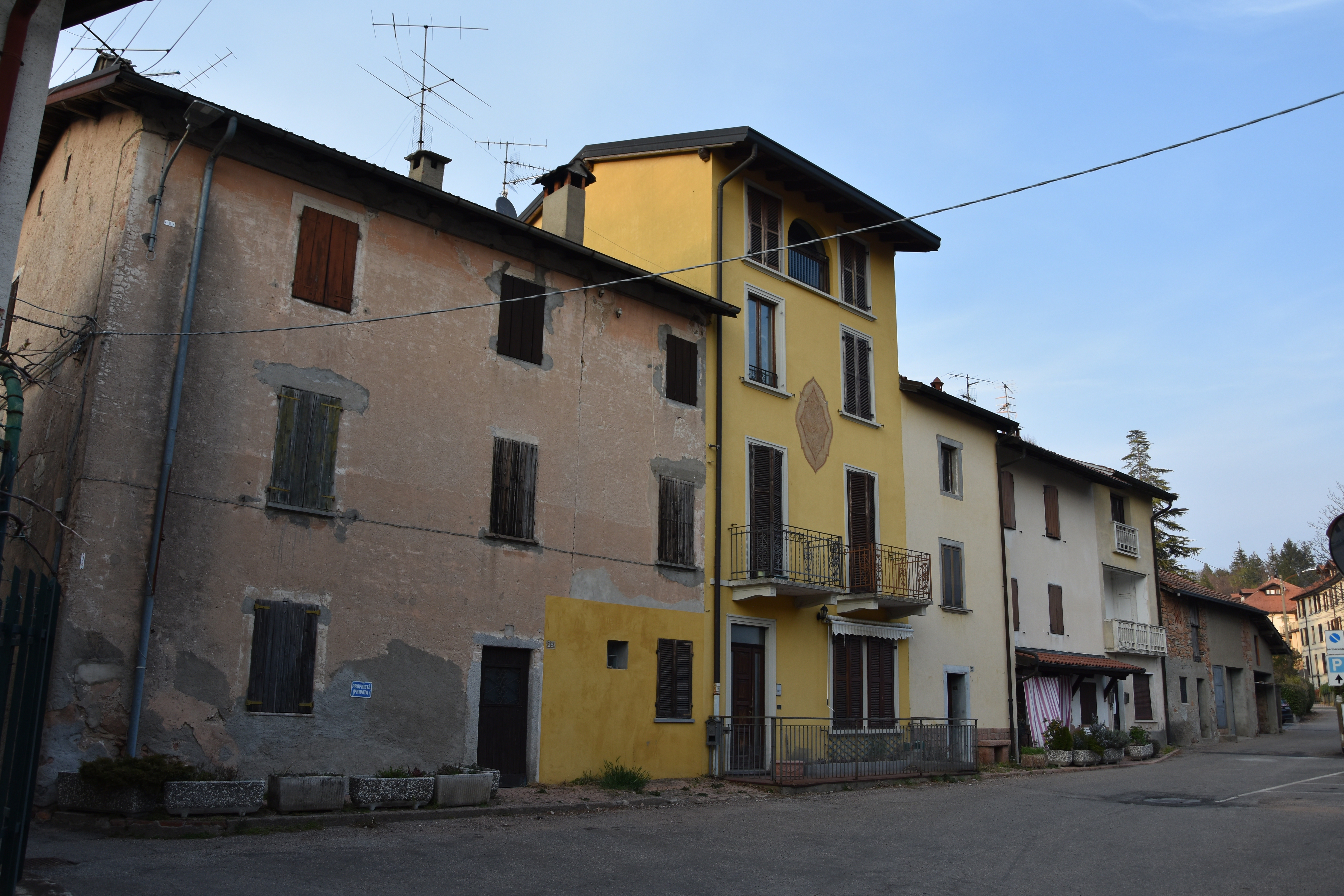
La località di Imborgnana

Posta sopra Cavagnano, a 726 metri s.l.m., è nelle pertinenze dell'ospedale di Cuasso; vi vivono circa 80 persone.

#### Alpe Tedesco
La località dell'Alpe Tedesco è l'ultimo conglomerato che si incontra prima di entrare nel comune di Valganna. Si sviluppa sulla SP29 ed è composta da una manciata di edifici, tra cui un ristorante. Non vi sono chiese, ma solamente una cappella dedicata a Santa Rita. Vi vivono circa 60 persone.

#### Cuasso al Lago
Agglomerato composto da edifici residenziali moderni, è affacciato sul lago di Lugano, ma non ne tocca le sponde. Suddiviso in Cuasso al Lago I e II, ha una popolazione di circa 120 persone.

### Località minori
Appena fuori dall'abitato di Cavagnano vi è la piccola località di San Michele, che deve il suo nome all'omonima chiesa.
Nei pressi dell'Alpe Tedesco sorge la piccola località Piazza, formata da una manciata di edifici.
Nei boschi sopra Cavagnano, vicino ad Imborgnana, si trova il cosiddetto "deserto di Cuasso", così denominato per l'isolamento e la scarsa antropizzazione. In un contesto composto quasi solo da boschi di faggio, vi fu anzitutto costruito il convento di Sant'Angelo, poi soppresso e riutilizzato come primo nucleo dell'ospedale di Cuasso al Monte. Nelle pertinenze dell'ospedale sorge la chiesa dell'Immacolata.

## Economia

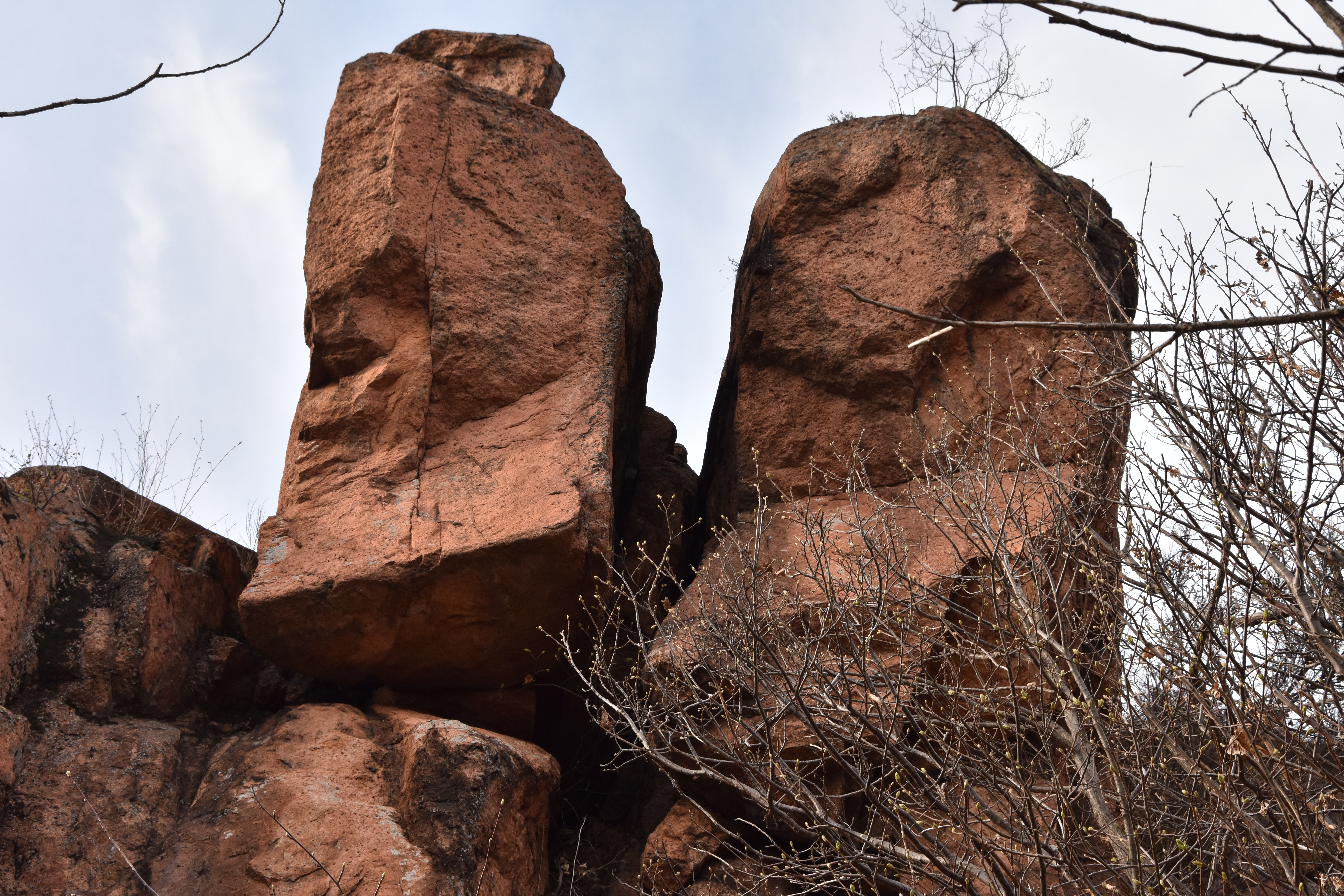
Blocchi di porfido cuassese

### Porfido rosso
Il territorio granofiro del comune è da secoli luogo di cavatura di porfido rosso: viene cavata una varietà unica al mondo con particolari caratteristiche di colore, durezza e resistenza agli agenti atmosferici, che lo rendono un materiale edile ricercato a livello internazionale. Delle molte imprese estrattive attivate nel corso dei secoli è rimasta in attività la cava Bonomi, avviata attorno al 1950. Per certificare l'antichità dell'attività estrattiva, anche il castello è realizzato con questo materiale.

## Infrastrutture e trasporti

### Strade
Il comune è attraversato dalla strada provinciale 29 "dell'Alpe Tedesco", da cui si originano la SP29dir, che si collega alla SS344dir Porto Ceresio - Luino nella località Casamora del comune ceresino, e la SP29dir1, che giunge fino al cancello dell'ospedale.

### Ferrovie
Nel territorio del comune transita, senza far fermata, la ferrovia Porto Ceresio - Milano Porta Garibaldi. La stazione più vicina è quella di Porto Ceresio, capolinea della tratta. 

### Mobilità urbana
I collegamenti interurbani da e per Cuasso e le sue frazioni vengono svolti da autobus di Autolinee Varesine per conto del Consorzio Trasporti Pubblici Insubria.

## Amministrazione

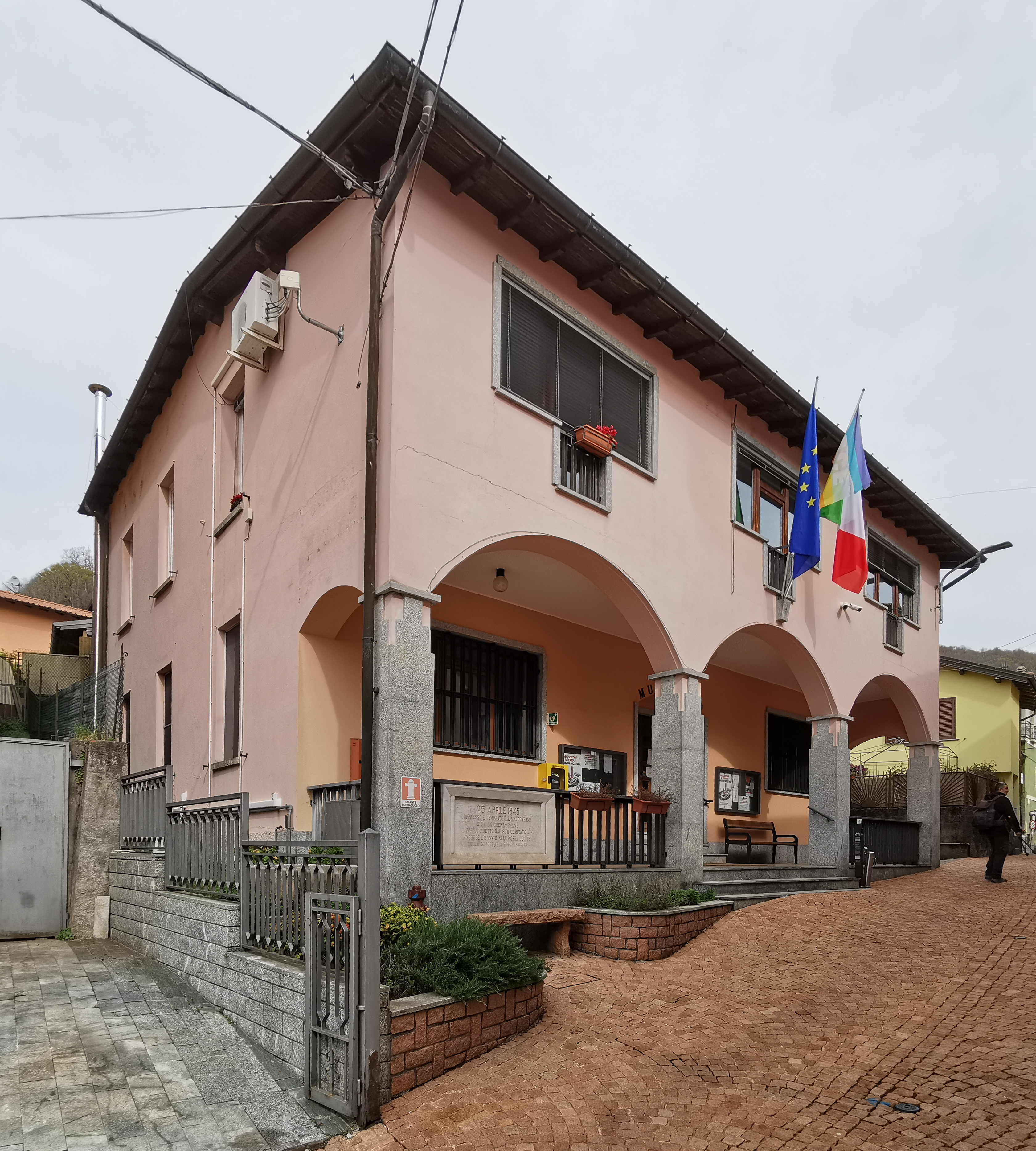
Il municipio

Qui di seguito sono riportate le amministrazioni comunali susseguitesi dal 1995 in poi.
| Periodo        | Periodo       | Primo cittadino   | Partito                         | Carica                  | Note                              |
| -------------- | ------------- | ----------------- | ------------------------------- | ----------------------- | --------------------------------- |
| 23 aprile 1995 | 1999          | Valerio Bini      | lista civica di centrosinistra  | sindaco                 |                                   |
| 13 giugno 1999 | 2004          | Francesco Ziliani | lista civica                    | sindaco                 |                                   |
| 13 giugno 2004 | 2009          | Francesco Ziliani | lista civica                    | sindaco                 |                                   |
| 7 giugno 2009  | 2014          | Massimo Cesaro    | PDL - Lega Nord                 | sindaco                 |                                   |
| 25 maggio 2014 | 6 agosto 2015 | Paola Martinelli  | lista civica "Io Scelgo Cuasso" | sindaco                 | decaduto per crisi di maggioranza |
| 6 agosto 2015  | 5 giugno 2016 | Angelo Caccavone  |                                 | commissario prefettizio |                                   |
| 5 giugno 2016  | 2021          | Francesco Ziliani | lista civica "Cuasso Viva"      | sindaco                 |                                   |
| 4 ottobre 2021 | in carica     | Loredana Bonora   | lista civica "Incomune"         | sindaco                 |                                   |

### Altre informazioni amministrative
Il comune di Cuasso al Monte fa parte della Comunità Montana del Piambello, ente sovracomunale con sede ad Arcisate. In precedenza fece parte della Comunità Montana della Valceresio.

## Sport

### Calcio
A Cuasso hanno sede due società calcistiche: la Cuassese 1965, che è la squadra comunale, e la Real Cuasso, di calcio a 7, afferente all'Unione Sportiva Cuassese. Militano nelle divisioni della FIGC a carattere locale.

### Pallacanestro
Dall'Unione Sportiva Cuassese dipende la Cuassese Basket nella pallacanestro.

### Ciclismo
È attiva la società ciclistica Valceresio Bike nella corsa su strada ed è praticato il ciclismo nei boschi. Il territorio boschivo del comune è disseminato di sentieri utilizzati dalle mountain bike e dalle e-bike.
Inoltre, è da annoverare la gara ciclistica Trevalli Varesine, competizione annuale che passa per tre valli della provincia di Varese, quali di Valganna, la Valmarchirolo e la Valceresio; nell'ambito di quest'ultima, Cuasso ne è attraversato.